# Justicia hilaris
Justicia hilaris är en akantusväxtart som beskrevs av S. Elliot.. Justicia hilaris ingår i släktet Justicia och familjen akantusväxter. Inga underarter finns listade i Catalogue of Life.